# Virginia címere

Virginia címere kör alakú, rajta felül az állam neve, alul pedig az állam mottója  áll: Sic Semper Tyrannis („Mindig így a zsarnokok ellen”). A hagyomány szerint ezeket a szavakat mondta Brutus miközben Julius Caesart megölte. A címeren Virtus, a Nemzetközösség szimbóluma, Amazonnak van öltözve; lába a legyőzött Zsarnokság alakján (a földön fekvő férfi kezében széttépett lánc és korbács). A címert az 1776-os Alkotmányozó Nemzetgyűlés fogadta el, tervezője George Wythe. Jelenleg a Virginiai Törvénykönyv I. fejezetének 5. szakasza kodifikálja a címerrel kapcsolatos szabályokat.